# کاروونا (روستا)
کاروونا (به بلغاری: Karvuna) یک منطقهٔ مسکونی در بلغارستان است که در شهرستان بالچیک واقع شده‌است.